# 安第斯斑䳍
，是䳍形目䳍科的一种鸟类。

## 特征
安第斯斑䳍体重约300.73克，翼长约148.2毫米，嘴峰长约27.9毫米，喙宽度约5.9毫米，喙厚度约5.9毫米，跗蹠长约37毫米，尾长约53.4毫米。安第斯斑䳍在其分布区内为留鸟，其栖息在半开放的灌木丛中，食性为草食性。

## 亚种
- ：分布于厄瓜多尔南部和秘鲁西北部的安第斯山脉。
- ：分布于秘鲁中部和南部的安第斯山脉西坡。
- ：分布于秘鲁中部沿海地区。
- ：分布于秘鲁东南部的安第斯山脉。
- ：分布于玻利维亚西部的安第斯山脉，智利最北部（阿里卡，但没有最近的记录），以及阿根廷西北部（南至拉里奥哈省和圣地亚哥-德尔埃斯特罗省，萨尔塔省西部除外）。
- ：分布于阿根廷西北部的安第斯山脉（萨尔塔省西部）。
- ：分布于阿根廷中部的山区（圣路易斯和科尔多瓦）。
- ：分布于阿根廷中西部山区（内乌肯省北部和门多萨省）。[4]